# O Ritmo do Momento
| Críticas profissionais | Críticas profissionais |
| Avaliações da crítica  | Avaliações da crítica  |
| Fonte                  | Avaliação              |
| ---------------------- | ---------------------- |
| allmusic               | [ 4 ]                  |

O Ritmo do Momento é o segundo álbum do cantor carioca Lulu Santos lançado em 1983 pela WEA Records.
É sua segunda parceria com o produtor Liminha e conta com sucessos como "Adivinha O Quê", "Um Certo Alguém" (com Ronaldo Bastos) e o principal sucesso, o bolero pop havaiano "Como Uma Onda (Zen-Surfismo)" em parceria com Nelson Motta.

## Faixas
1. "Adivinha o Quê" - 05:08 (Lulu Santos)
2. "Um Certo Alguém" - 03:33 (Lulu Santos/Ronaldo Bastos)
3. "Você Teima" - 03:00 (Lulu Santos/Chacal)
4. "Como uma Onda (Zen-Surfismo)" - 03:37 (Lulu Santos/Nelson Motta)
5. "Esse Brilho em Teu Olhar" - 04:06 (Lulu Santos)
6. "Chicana" - 04:04 (Lulu Santos)
7. "Seu Mal / Moon da Lua / Metal Love" - 06:10 (Lulu Santos)
8. "Tudo" - 03:09 (Lulu Santos/Nelson Motta)
9. "Tudo Mais" - 02:20 (Lulu Santos)
10. "O Ritmo do Momento" - 02:44 (Lulu Santos)

## Ficha Técnica
Produzido por Liminha; Gravado e mixado no estúdio Transamérica/RJ por Vitor Farias e Liminha
- Guitarras, Violões, Pandeiro e Voz : Lulu Santos
- Baixo: 
  - Liminha (1, 2, 3, 4, 5, 8 e 10)
  - Marcelo Sussekind (6, 7 e 9)
- Bateria: 
  - Ivan Mamão Conti (1 e 3)
  - Serginho Herval (faixas 2,5,6,7,9 e 10)
- LinnDrum/DMX: Liminha
- Sopros: Leo Gandelman; Ricardo Pontes e Beto Saroldi
- Rhodes Mark I, Korg Lambda, Oberheim OBX-a, Wurlitzer A-200: Jorjão Barreto
- Percussão: Gerson Santos
- Bandoneon: Ubirajara
- Coro: Scarlet Moon, Nelson Motta, Arnaldo Brandão, Lobão, Os Paralamas do Sucesso e Kid Abelha
- "Cinzeiro": Liminha
- Arranjos: Lulu Santos e Liminha
- Engenheiros de Som: Vitor Farias e Cláudio Farias

## Legado
Em uma enquete de 162 especialistas musicais conduzida pelo podcast Discoteca Básica, o álbum classificou em 240º, um dos quatros álbuns do cantor mencionando na lista. A capa do disco foi recriado no lyric vídeo e a capa do single da música também não sei de nada :D da cantora Luísa Sonza com a parceira do canto do disco.

## Desempenho comercial

#### Vendas e certificações
| País                       | Certificação | Vendas |
| -------------------------- | ------------ | ------ |
| Brasil (Pro-Música Brasil) |              | 90.000 |